# 막낀꽝
막낀꽝(베트남어: Mạc Kính Quang / 莫敬光 막경광, ? ~ 1683년)은 대월 막 왕조의 제11대 황제(재위: 1681년 ~ 1683년)이다. 막낀지에우의 아들이다.

## 생애
1681년, 막낀꽝의 형 막응우옌타인이 청나라에서 병사하자 막낀꽝이 막씨의 지도자가 되었고, 청나라는 막낀꽝을 안남도통사(安南都統使)로 봉하였다.
1682년, 막낀꽝은 후 레 왕조에게 패배하였고, 무리를 이끌고 청나라로 달아났다. 강희제는 광서순무(廣西巡撫) 학욕(郝浴)에게 명하여 청나라 경내의 막씨들을 베트남으로 돌려보내도록 하였다.
1683년, 막낀꽝은 사성토부(泗城土府)에서 병사하였는데, 일설에는 음독자살이라고 한다. 일부 막씨들은 주둔지를 떠나 달아나기도 했다. 같은 해 5월, 광서(廣西)에 있던 막씨들 도합 350명은 베트남으로 인도되었고, 후 레 왕조는 그들 대부분을 양산(諒山)에 거주하도록 하니 막씨 세력이 마침내 끊어졌다.